# Gesche Piening

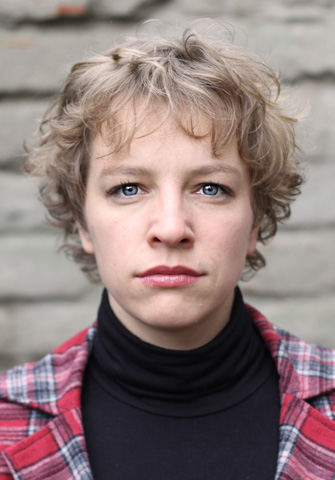
Gesche Piening (2011)

Gesche Piening (* 1978 in Hamburg) ist eine deutsche Schauspielerin und Regisseurin.

## Leben
Die Tochter des Bildhauers und Objektkünstlers Peter F. Piening wuchs in Schleswig-Holstein auf. Ab 1990 besuchte Gesche Piening die Stormarnschule in Ahrensburg. Bereits als Schülerin absolvierte sie in Hamburg erste Hospitanzen am Altonaer Theater und Thalia Theater.
Nach ihrem Abitur (1998) studierte sie an der Otto-Falckenberg-Schule – Fachakademie für Darstellende Kunst in München (Abschluss 2003). Seither realisiert Gesche Piening als Schauspielerin, Regisseurin und Autorin überwiegend eigene Theater- und Hörspielproduktionen, Lesungen und Performances. Für ihre künstlerischen Arbeiten erhielt sie zahlreiche Auszeichnungen, darunter 2016 den Ödön-von-Horváth-Preis (Förderpreis), 2018 den Medienpreis der Kindernothilfe sowie den Medienpreis des Berufsverbands der Kinder- und Jugendärzte und 2022 den Münchner Sozialcourage Medienpreis.
Seit 2004 produziert sie regelmäßig in München. Ihre Inszenierungen und Schauspielprojekte wurden zu diversen Gastspielen eingeladen, wie etwa zum Festival 150 Prozent Hamburg auf Kampnagel, an die Hamburger Kammerspiele, Junges Theater Göttingen, Literaturhaus Wien, Technoseum Mannheim, Zimmertheater Tübingen, Kunsthalle Bayreuth u. a.
Neben ihrer Beschäftigung als Schauspielerin und Regisseurin ist Gesche Piening als Sprecherin (Hörspiele, Hörbücher) sowie als Dozentin für Künstlerische Sprecherziehung und Rollenstudium tätig.
Gesche Piening lebt in München.

## Bühne
- 2003: „Lenz“ von Georg Büchner, musikalische Lesung

mit Gesche Piening, Werner Hofmeister und Michael Finkenzeller, wechselnde Spielorte
- 2004: Gedanken-Gang-Tanztexte

Regie: Gesche Piening und Anna Holter; eine Produktion von TheaterRaum München und dem „theater … und so fort“ München
- 2004: table art performance

mit Tobias Lange und Gesche Piening; verschiedene Spielorte
- 2005: Fachgespräche – Vom Leben Betroffene berichten

Regie: Gesche Piening; eine Produktion von TheaterRaum München und dem „theater … und so fort“ München
- 2006: Charakterköpfe – Ein Elias Canetti-Abend

Regie und Konzept: Gesche Piening; eine Produktion von TheaterRaum München und dem „theater … und so fort“ München
- 2006: suche unsterbliche seele – Ein Ernst Jandl-Abend

mit Gesche Piening und Peter Bockius (Kontrabass), Peter Eff (Raum- und Klanginstallationen); Idee, Konzept und Regie: Gesche Piening; Premiere: Kunsthalle Bayreuth 2005
- 2007: In süßer Trunkenheit – Ein literarischer Rausch in 49 Dosen

Regie und Konzept: Gesche Piening; eine Produktion von TheaterRaum München und dem „theater … und so fort“ München
- 2008: so machens alle – Wenn Mozarts Helden das Singen vergeht …

Regie und Konzept: Gesche Piening; eine Produktion von TheaterRaum München und dem „theater … und so fort“ München
- 2008: wozu wir taugen – Sieben Figuren von Robert Walser

mit Gesche Piening und Gertrud Wittkowsky (Zither), Bühne: Peter Eff; Konzept und Regie: Gesche Piening und Peter Punkhaus; Premiere: November 2008, „theater … und so fort“, München
- 2009: Ein paar Leute suchen das Glück und lachen sich tot

von Sibylle Berg, Regie und Textfassung: Gesche Piening; eine Produktion von Gesche Piening im „theater … und so fort“
- 2009: Lohn und Brot

mit Ursula Berlinghof, Michael Krone, Benjamin Mährlein und Gesche Piening; Regie: Gesche Piening, Konzept: Gesche Piening und Peter Punckhaus; Premiere: TamS Theater München, diverse Gastspiele
- 2010: Lebenszeichen

von Jane Martin, Regie und Bühnenfassung: Gesche Piening; eine Produktion von TheaterRaum München und dem „theater … und so fort“ München
- 2011: ich könnte heulen, daß ich frei bin

Eine Lesung zum 20. Todestag von Ronald M. Schernikau; mit Gesche Piening und Oliver Mallison, Rationaltheater München; Konzept: Gesche Piening und Peter Punckhaus
- 2012: hinter mir stehe nur ich

Lesung und Filmvorführung zum 75. Geburtstag / 20. Todestag von Gisela Elsner; mit Gesche Piening und Judith Toth, Filmhaus Nürnberg (Künstlerhaus) und Monopol-Kino München; Konzept: Gesche Piening und Peter Punckhaus
- 2012: brenne und sei dankbar[1]

Eine Wanderausstellung für freie Theater- und Tanzschaffende und ihr Publikum; Konzept und Realisierung: TESTSET - Gesche Piening und Ralph Drechsel, München; Ausstellungsorte: Akademie der Künste (Berlin), Schauspielhaus Hamburg, Künstlerhaus Mousonturm, Theaterhaus Stuttgart, Kampnagel, Tafelhalle u. v. m.
- 2013: Vom Zauber der Nachfrage – Kunst von glücklichen Künstlern[2][3]

Uraufführung mit Stephan Benson, Sarah Dorsel, Sabrina Frank, Kenneth Huber, Tinka Kleffner, Hussam Nimr, Wolfgang Petters, Gesche Piening, Judith Toth; und mit Willy Astor, Joseph Hannesschläger, Schorsch Kamerun, Luise Kinseher und Christoph Süß, I-camp/Neues Theater München; Konzept, Text und Regie: Gesche Piening; Fotografie und Design: Gérard Pleynet; Musik: Wolfgang Petters, Hausmusik
- 2015: Künftig ohne Quadratmeter – eine Nischenretrospektive

Uraufführung, Zwischennutzung eines Ladengeschäfts, special guest: Matthias Lilienthal.
- 2015: Wer wollt ihr werden? Ein professioneller Optimierungsguide

Uraufführung in der Villa Stuck mit 30 Freischaffenden Künstlern aller Sparten, special guest: Christoph Süß
- 2017: Wer wollen wir gewesen sein?

Uraufführung am Staatstheater Darmstadt
- 2020: Requiem für Verschwundene – Ein künstlerischer Trauerakt

Uraufführung im HochX, München
- 2024: Sei uns sicher - ein installativer Theaterparcours Uraufführung in einer Industriehalle in München in Kooperation mit dem Bayerischen Rundfunk / Bayern 2 und dem HochX

## Radio
- 2014: kreativ aber günstig – Der Künstler als ideales Arbeitsmodell westlicher Ökonomien (Radiofeature, Produktion Bayerischer Rundfunk)
- 2015: Besser ist nicht gut genug – Leben in der atemlosen Gesellschaft (Radiofeature, Produktion Bayerischer Rundfunk)
- 2016: Mein Schneck ist mir Bedürfnis – Zur ökonomischen und ethischen Relevanz unserer Haustiere (Radiofeature, Produktion Bayerischer Rundfunk)
- 2017: Heute mit beschränkter Haftung? – Keine Gesellschaft ohne Zukunft (Radiofeature, Produktion Bayerischer Rundfunk)
- 2019: Der Tod unterscheidet nicht. Wir schon – Bestattungen von Amts wegen in der Großstadt (Radiofeature, Produktion Bayerischer Rundfunk)
- 2020: Einsam stirbt öfter – Ein Requiem (Hörspiel, Produktion Bayerischer Rundfunk)
- 2021: bin pleite ohne mich (Hörspiel, Produktion: Bayerischer Rundfunk / Deutschlandfunk Kultur)
- 2022: Tod – was soll das? (Hörspiel, Produktion: Deutschlandfunk Kultur / Bayerischer Rundfunk)
- 2022: Produziere Ich (Kurz-Hörspiel, Autorenproduktion)
- 2023: Wes Alltag Antwort gäb, (Hörspiel, Produktion: Bayerischer Rundfunk)
- 2024: Wie viele Tage hat das Leben? (Hörspiel, Produktion: Bayerischer Rundfunk / Deutschlandfunk Kultur)
- 2024: Die Könige spielen die andern (Hörspiel, Produktion: Deutschlandfunk Kultur)
- 2024: Sei uns unser sicher sicher (Hörspiel, Produktion: Bayerischer Rundfunk)

## Auszeichnungen

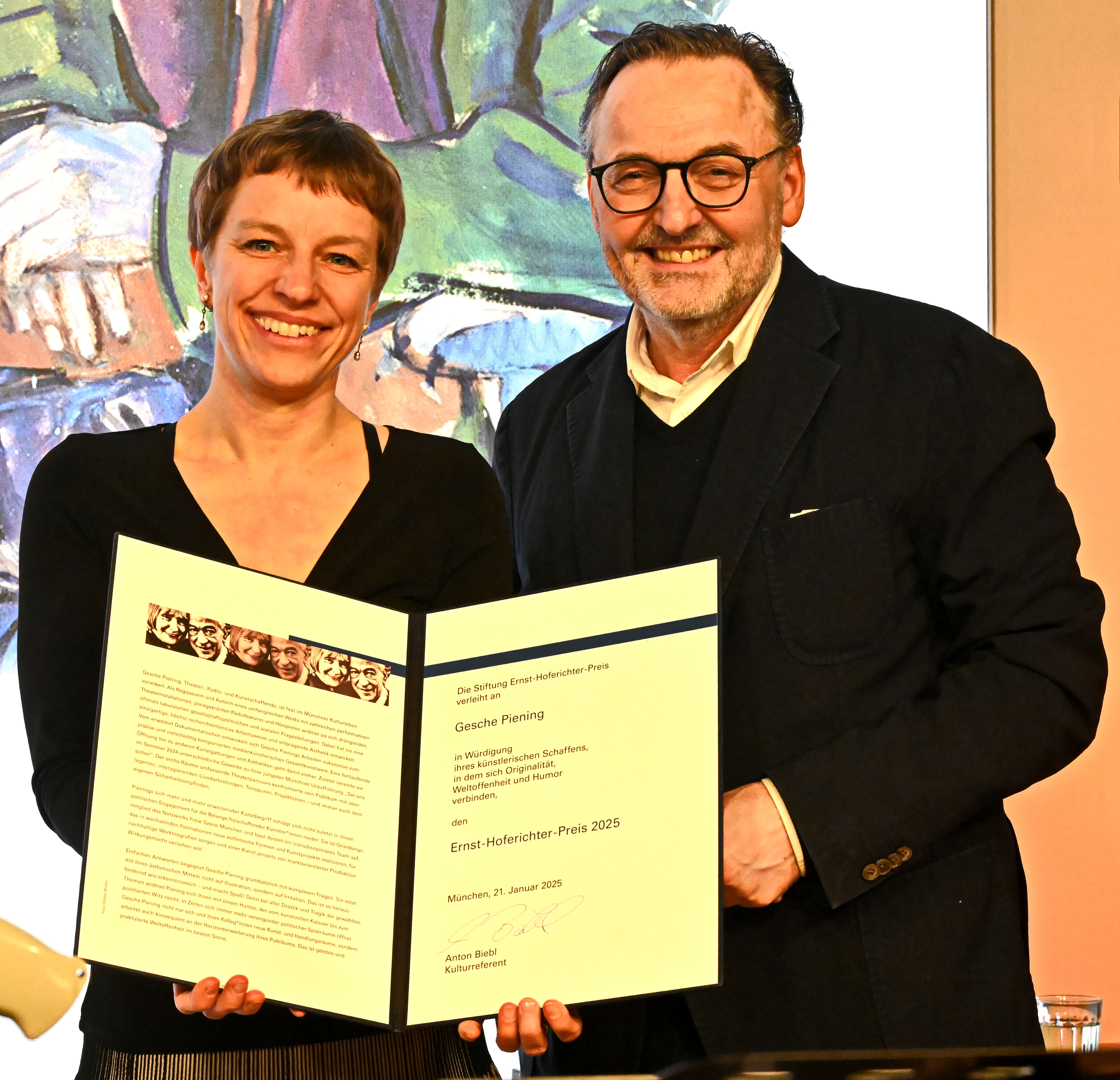
Gesche Piening erhält den Ernst-Hoferichter-Preis 2025 vom Kulturreferenten Anton Biebl

- 2016: Förderpreis der Ödön-von-Horváth-Stiftung
- 2023: Hörspiel des Monats Januar für Wes Alltag Antwort gäb
- 2024: Hörspiel des Monats November für Die Könige spielen die anderen
- 2024: Hörspiel des Monats Dezember für Sei unser sicher sicher
- 2025: Ernst-Hoferichter-Preis[4]